# RedeTV!
RedeTV! es una cadena de televisión abierta comercial brasileña fundada en el 15 de noviembre de 1999, después de la compra de las concesiones de las cinco estaciones de poseer de la antigua Rede Manchete por los empresarios Amilcare Dallevo Jr. y Marcelo de Carvalho, los miembros del Grupo TeleTV. Estas cinco estaciones tienen sus premios a las ciudades de São Paulo, Río de Janeiro, Belo Horizonte, Recife y Fortaleza y se incluyeron en la RedeTV! después de su apertura.
La sede de la RedeTV! es el Centro de Televisão Digital (CTD), uno de los más desarrollados de América Latina, con sede en la ciudad de Osasco, en el Gran São Paulo.
La programación de la estación está orientada principalmente al entretenimiento, con varios programas dirigidos a segmentos específicos: comedia, programas de entrevistas, periodismo, deportes, series, programas de entrevistas y destinado a las mujeres. De los canales de televisión digital brasileños de cobertura nacional, es el que registra menos audiencia, estando detrás de Rede Bandeirantes, SBT, Record y el líder indiscutido Globo.

## Historia

### Transición hacia la nueva cadena
La cadena nace en 1999 cuando Rede Manchete, cadena que por entonces atravesaba una fuerte crisis económica y de resultados, vendió sus 5 concesiones a través de Pedro Jack Kapeller, heredero de las empresas del Grupo Bloch. El 2 de mayo de 1999 el empresario Amilcare Dallevo, presidente del grupo TeleTV que se encargaba del sistema de sorteos por televisión a través del prefijo 0900, se hace con el 30% de las acciones de la emisora y las 5 concesiones, algo que fue aprobado por el Ministerio de Comunicaciones una semana después. El 10 de mayo Rede Manchete desapareció y pasó a llamarse TV!. La nueva cadena contaba con las emisoras de Río de Janeiro, São Paulo, Recife, Fortaleza y Belo Horizonte, y trasladó la sede que Manchete tenía en Río a un nuevo cuartel general en Barueri, Estado de São Paulo.
Extraoficialmente RedeTV! comenzó el 10 de mayo de 1999 como TV!, emitiendo una programación de transición con todos los programas que Rede Manchete no había podido terminar de emitir y dando a conocer el nuevo nombre del canal. Cuando TV! agotó el pase de los programas contratados y contrataron a nuevos presentadores y estrellas, TV! cerraba su programación en noviembre con un mensaje anunciando el nuevo canal RedeTV!. A las 7 de la mañana del día 15 de noviembre, RedeTV! comenzó sus emisiones regulares oficiales.

### RedeTV!
La nueva cadena comenzó con una programación completamente nueva y diferente a la cadena sustituida Rede Manchete, y apostó en sus primeros años por la producción propia y series ya emitidas en televisión como Bewitched. Años más tarde, firmarían las contrataciones de varias telenovelas sudamericanas de éxito como Yo soy Betty, la fea, Pedro el escamoso, Gata salvaje, Pasión de gavilanes y una adaptación brasileña de Aquí no hay quien viva. Actualmente lucha por consolidarse, aunque es la cadena con menos audiencia de las 5 generalistas existentes.
RedeTV! fue la primera televisión brasileña en emitir todos sus programas en formato digital, y toda su producción propia es realizada en alta definición.
A partir de 2019 el canal ha incursionado también en la emisión semanal de partidos de fútbol, destacándose la emisión de juegos de la Serie A de Italia, la primera división rusa y partidos de la Premier League inglesa.  También ha sido detentora de los derechos de transmisión de la Copa Sudamericana, emitiendo en su pantalla la participación de los equipos brasileños en esta competición.

## Logos
- mayo de 1999-noviembre de1999 El primer logotipo es una esfera azul con 2 horizontales en láser y dice TV! de color rojo
- noviembre de 1999-presente el logo es una letras de color celeste dice REDETV y una ! abajo de esfera de la leyenda y dentro la pantalla
- Logotipo HD el logo actual es una bola del color y detrás de la pantalla HD de color amarillo y tecnología 3D